# Alessandro Spada
Alessandro Spada (Roma, 4 de abril de 1787 - Roma, 16 de dezembro de 1843) foi um cardeal italiano.

## Biografia
Nasceu em Roma em 4 de abril de 1787, Roma. Filho do príncipe Giuseppe Niccolò Spada-Veralli (1752-1840), príncipe de Castel Viscardo, e de Giacinta Ruspoli (1753-1823), sobrinha do cardeal Bartolomeo Ruspoli (1730); e meia-irmã por parte de mãe do cardeal Benedetto Naro (1816).
Estudou no Colégio de Parma; e no Collegio Nazareno , Roma.
Recebeu a tonsura eclesiástica, setembro de 1815. Ordenado (sem informações encontradas). Referendário do Tribunal da Assinatura Apostólica (agosto de 1815). Prelado Doméstico (agosto de 1815) e ponens da Congregação do Bom Governo (março de 1816). Auditor da Sagrada Rota Romana, janeiro de 1817; reitor, junho de 1827. Foi vigário do cardeal Annibale della Genga em Santa Maria in Trastevere (até 1822) e na Basílica liberiana de Santa Maria Maggiore (1821), cargo que ocupou com seu sucessor.
Criado cardeal e reservado in pectore no consistório de 23 de junho de 1834; publicado no consistório de 6 de abril de 1835; recebeu chapéu vermelho, 9 de abril de 1835; e a diaconia de S. Maria em Cosmedin, 24 de julho de 1835. Camerlengo do Sacro Colégio dos Cardeais, 1836 até 19 de maio de 1837. Legado apostólico na província de Forlì por três anos, 9 de agosto de 1839.
Morreu em Roma em 16 de dezembro de 1843, Roma. Exposto e enterrado na igreja de S. Maria em Vaillicella, Roma.